# صنع الأدوات المعدنية
صنع الأدوات المعدنية هي عملية الشغل بالفلزات لخلق أجزاء مستقلة أو مجمعة أو بنى كبيرة. يشمل هذا المصطلح طيفا واسعا من الأعمال من السفن الكبيرة والجسور إلى أجزاء المحرك الدقيقة والمجوهرات الرقيقة. إذن يتضمن أيضا المهارات والعمليات والأدوات الكثيرة.
صنع الأدوات المعدنية هو علم وفن وهواية وصناعة وتجارة. وجذوره التاريخية تمتد في الحضارات لآلاف السنين. وقد تطور بدءًا من صهر المواد الخام المختلفة، وإنتاج المعادن المطيلية المفيدة في تصنيع الأدوات والحلي. تصنف عمليات الحديثة في صنع الأدوات المعدنية إلى عمليات تشكيل أو قطع أو توصيل. يتضمن مخزن الآلات في أيامنا هذه عددًا من أدوات التشغيل القادرة على تكوين منتجات مفيدة ودقيقة.

## عمليات عامة في صنع الأدوات المعدنية

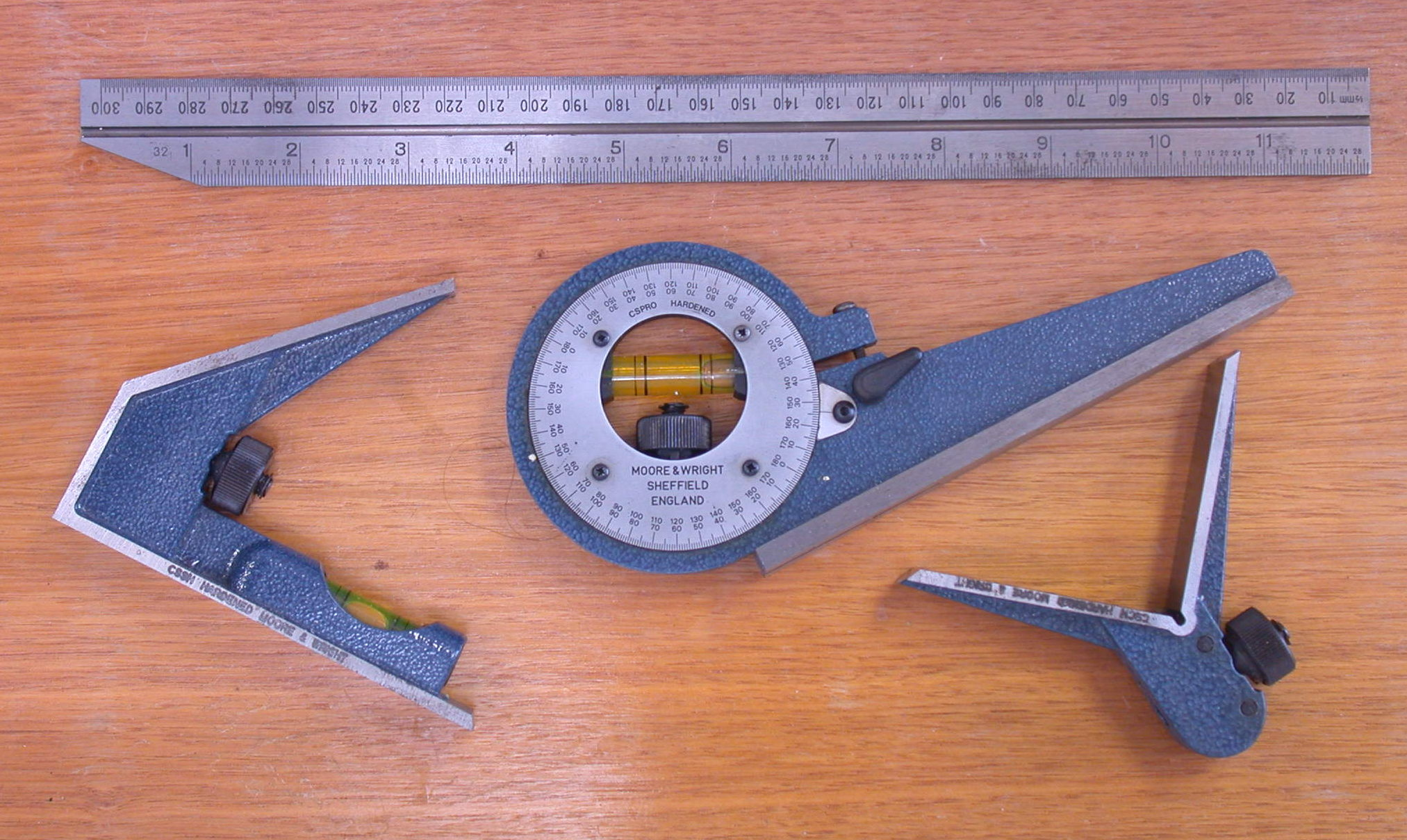
زاوية تعامد مؤتلفة تستخدم في نقل التصاميم

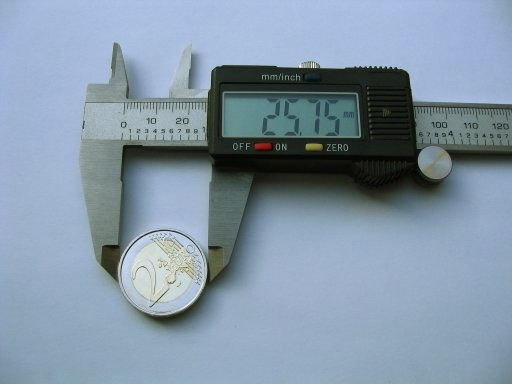
تستخدم القدمة ذات الورنية في القياس الدقيق للأبعاد الصغيرة

يصنف صنع الأدوات المعدنية إلى الأصناف التالية: الحدادة، والقطع، والتوصيل. وكل من هذه الأصناف تحتوي العديد من العمليات.
|                                                                                 | المادة | المادة | المادة   | المادة | المادة  | المادة | المادة       | المادة   | المادة |
| العملية                                                                         | حديد   | فولاذ  | ألومنيوم | نحاس   | مغنزيوم | نيكل   | فلزات حرارية | تيتانيوم | زنك    |
| ------------------------------------------------------------------------------- | ------ | ------ | -------- | ------ | ------- | ------ | ------------ | -------- | ------ |
| سباكة في قوالب رملية                                                            | X      | X      | X        | X      | X       | X      |              |          | 0      |
| سباكة في قوالب دائمة                                                            | X      | 0      | X        | 0      | X       | 0      |              |          | 0      |
| سباكة في قوالب                                                                  |        |        | X        | 0      | X       |        |              |          | X      |
| سباكة دقيقة                                                                     |        | X      | X        | X      | 0       | 0      |              |          |        |
| حدادة في قالب مغلق                                                              |        | X      | 0        | 0      | 0       | 0      | 0            | 0        |        |
| بثق                                                                             |        | 0      | X        | X      | X       | 0      | 0            | 0        |        |
| تشكيل الرؤوس [الإنجليزية]                                                       |        | X      | X        | X      |         | 0      |              |          |        |
| تشكيل بالختم وسحب عميق                                                          |        | X      | X        | X      | 0       | X      |              | 0        | 0      |
| آلة لولبة [الإنجليزية]                                                          | 0      | X      | X        | X      | 0       | X      | 0            | 0        | 0      |
| ميتالورجيا المساحيق                                                             | X      | X      | 0        | X      |         | 0      | X            | 0        |        |
| X = تنجز عادة، 0 = تنجز بصعوبة، مع بعض المحاذير والضياعات، فارغ = غير منصوح بها |        |        |          |        |         |        |              |          |        |

ويخضع الفلز، قبل معظم العمليات، إلى تحديد أبعاده أو/و القياس بحسب الأبعاد النهائية المطلوبة من المنتج.
وضع علامات الحدود أو وضع علامات التشغيل: وهي عملية نقل التصميم أو النموذج إلى المشغولة وهي الخطوة الأولى في الحرفة اليدوية لصناعة الأدوات المعدنية. وتنجز في العديد من الصناعات أو الهوايات، مع أن وضع العلامات في العمليات الصناعية المتكررة لكل قطعة على حدة قد ألغيت منذ زمن. وفي مجال المعادن، تتألف عملية وضع علامات الحدود من نقل المخطط الهندسي إلى المشغولة من أجل تحضيرها إلى الخطوات التالية من التشغيل أو التصنيع.
قدمة ذات الورنية هي إحدى الأدوات المصممة لكي تقيس الأبعاد بين نقطتين. معظم القدمات لها مجموعة من الحافات المستوية والمتعامدة، تستخدم لقياس الأقطار الداخلية والخارجية. هذه القدمات دقيقة ضمن مجال جزءًا من الألف من الإنش (أي 25,4 ميكرومتر). القدمات المختلفة لها آليات مختلفة لإظهار قراءة المسافة المقاسة. ومن أجل قياس الأبعاد الأكبر ولكن بدقة أقل يستخدم شريط قياس غالبا.

## عمليات التشكيل
تعدل عمليات التشكيل المعدن أو المشغولة بتشويهها بدون إزالة أي مادة. تنجز عمليات التشكيل على البارد أو الساخن تحت الضغط أو باستخدام قوى ميكانيكية أو بكليهما معًا.

### السباكة

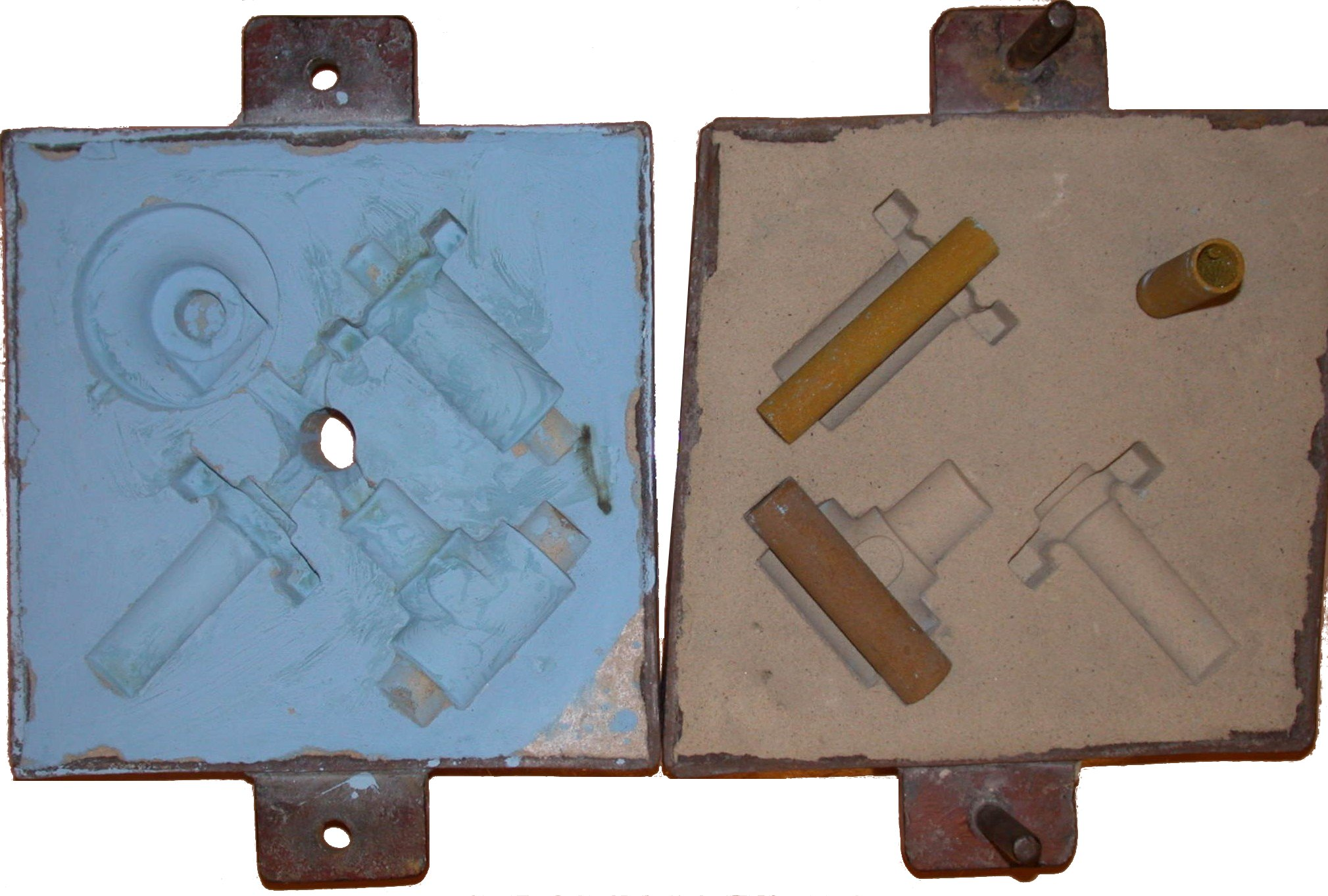
قالب سباكة رملي

تشكل السباكة المشغولة بصب المعدن المصهور ضمن قالب وتركه ليبرد دون تأثير أي قوة ميكانيكية. وللسباكة عدة أنواع:
- سباكة دقيقة (تسمى أيضا سباكة بطريقة الشمع الضائع في السباكة الفنية)
- سباكة تدويمية
- سباكة في قوالب
- سباكة في قوالب رملية
- سباكة في قوالب قشرية [الإنجليزية]
- سباكة مغزلية [الإنجليزية]

### التشوه اللدن

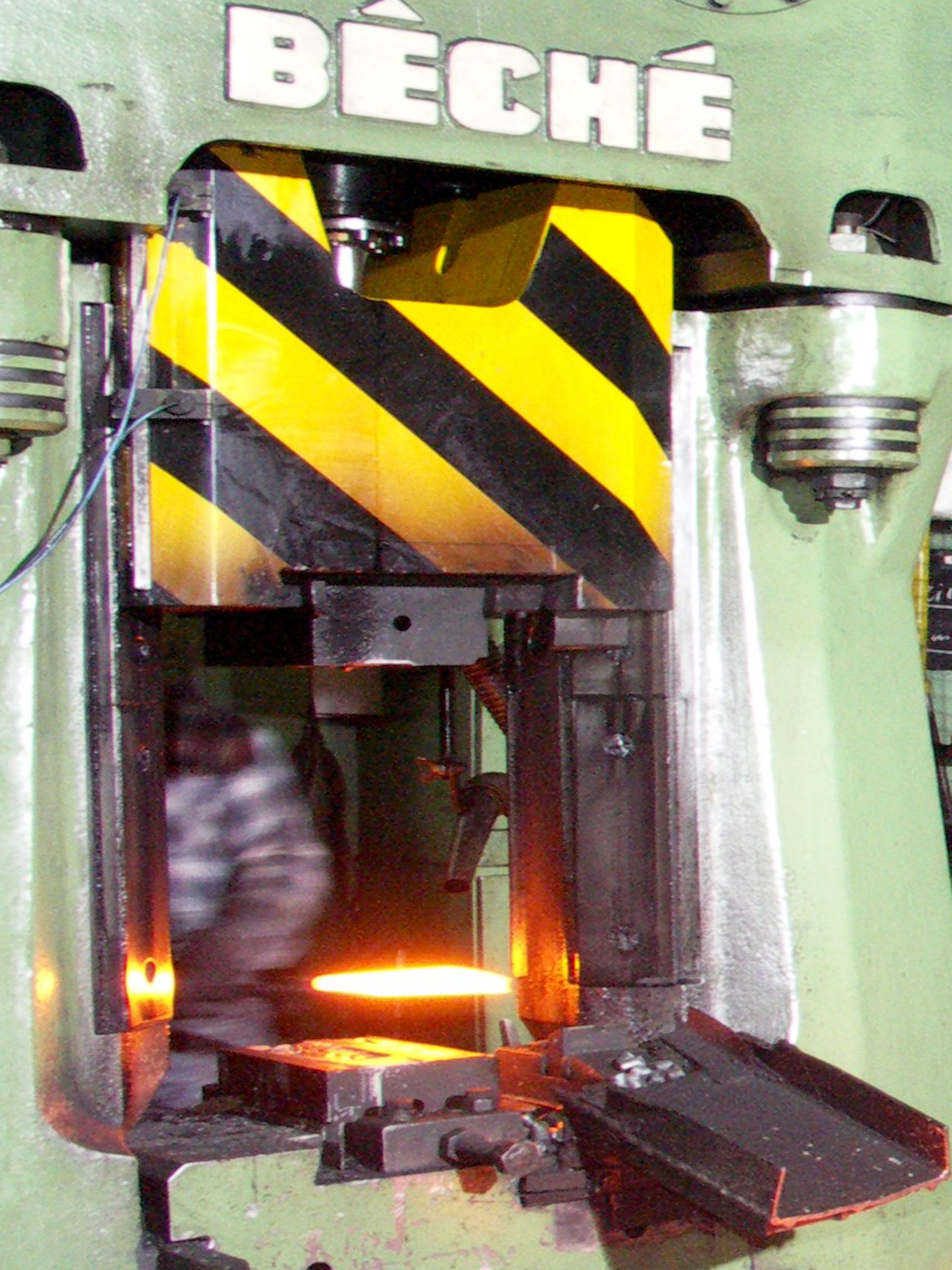
مشغولة معدنية حمراء من السخونة تدخل إلى مكبس حدادة

يتضمن التشوه اللدن استخدام الحرارة أو الضغط من أجل جعل المشغولة أكثر انقيادًا للقوة الميكانيكية. وكان الحداد من يقوم بهذه العملية تاريخيًا، ولكن في زمننا الحاضر أصبحت العملية صناعية.
- ضبط القياس على البارد [الإنجليزية]
- بثق
- حدادة
- تشكيل المعدن الساخن بالغاز [الإنجليزية]
- ميتالورجيا المساحيق

### تشكيل الصفائح المعدنية

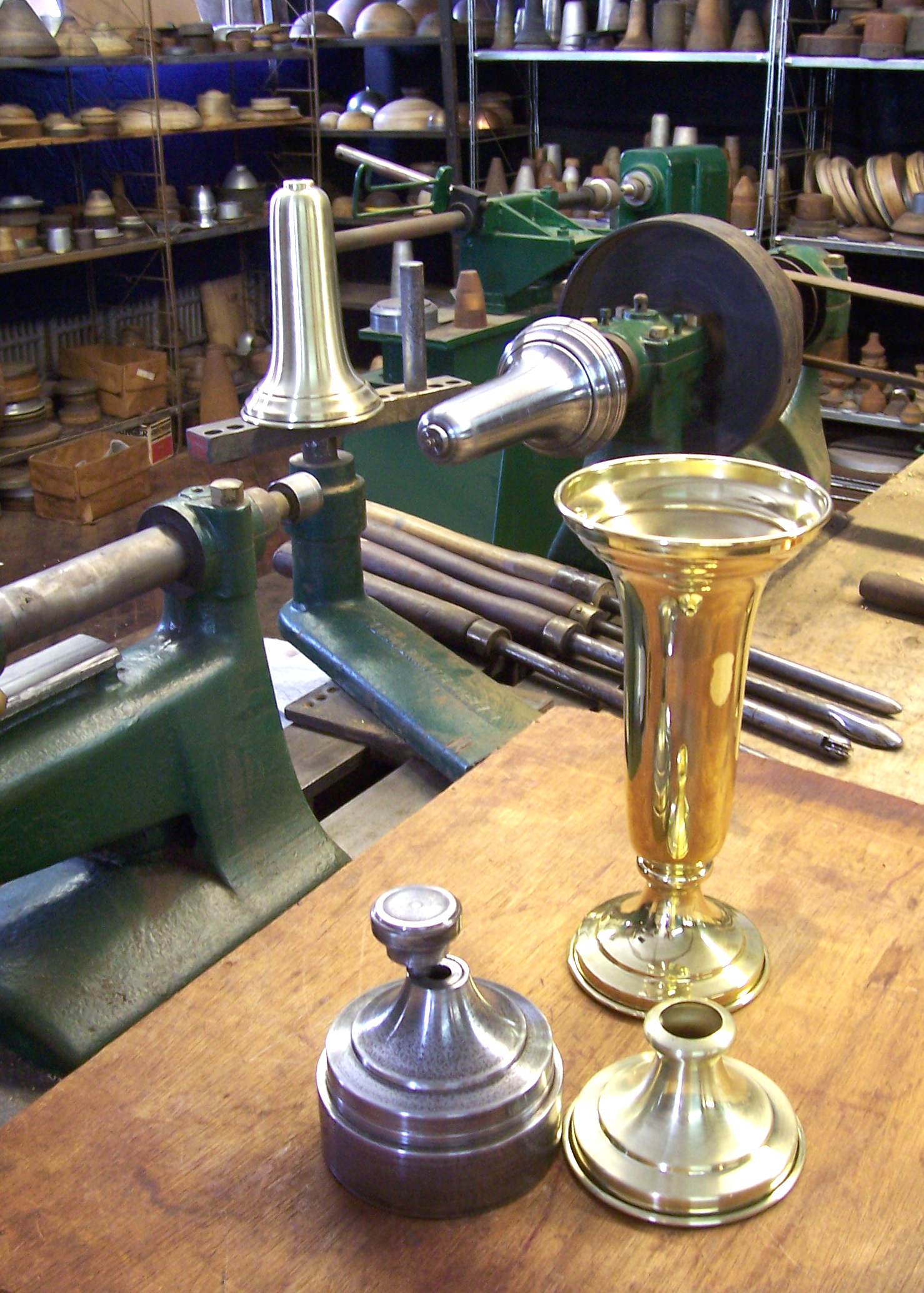
مزهرية نحاسية مصنعة بالتدويم

تتضمن هذه الأنواع من عمليات التشكيل تطبيق قوة ميكانيكية عند درجة حرارة الغرفة.
- عملية حني
- سك [الإنجليزية]
- تسوية التقويس [الإنجليزية]
- سحب عميق
- سحب
- تشكيل بالرحو
- تكوير [الإنجليزية]
- تشكيل بالدرفلة
- درفلة
- تشكيل بلينه من المطاط [الإنجليزية]
- القص [الإنجليزية]
- تشكيل بالختم
- التشكيل الكهرومغناطيسي
- التقبيب

## عمليات القطع

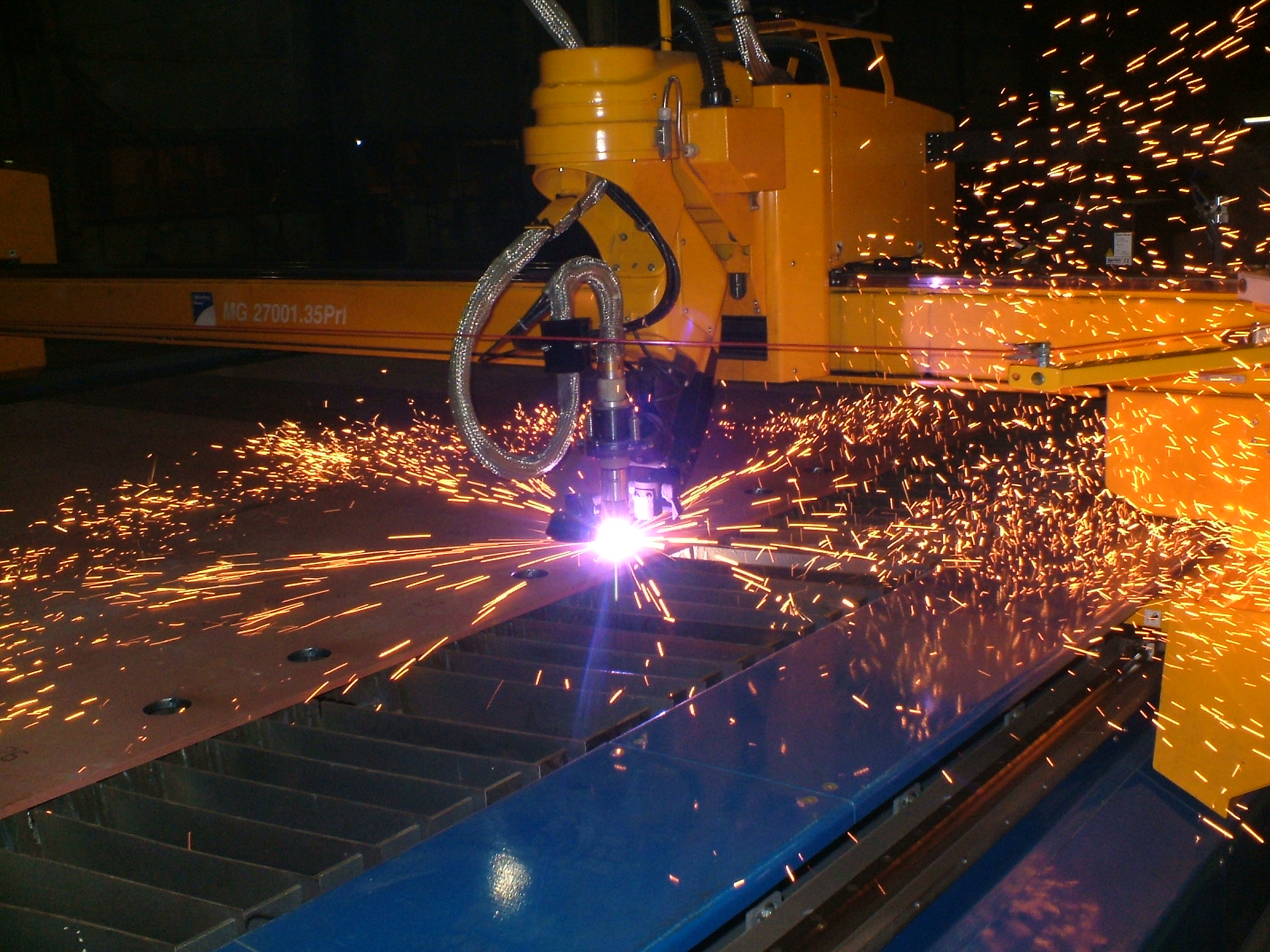
آلة قطع بالبلازما ذات تحكم رقمي باستخدام الحاسوب (CNC)

القطع هو مجموعة من العمليات التي تعطي شكلا محددًا للمادة بإزالة المادة الزائدة باستخدام أنواع متعددة من الأدوات للوصول إلى المواصفات المطلوبة. ينتج عن عملية القطع المنتج النهائي والمواد الزائدة أو الضائعة. إذا كانت المادة المشغلة خشبية القوام، فإن المادة الضائعة ستكون نشارة الخشب والخشب الزائد. وفي عملية قطع الفلزات، تكون المواد الضائعة هي رقائق أو الرايش والفلز الزائد. يمكن أن تقسم هذه العمليات إلى عمليات قطع منتجة للرايش، وتسمى عادة عمليات التشغيل، فعمليات القطع باستخدام اللهب الأوكسيجيني أو عمليات اللحام ليست عمليات تشغيل. كما يوجد عمليات متنوعة خاصة مثل التشغيل الكيميائي (chemical milling).
تتمثل عملية القطع تقريبا بـ:
- عمليات تولد الرايش وتعرف غالبا بتشغيل الفلزات.
- الحرق، وهي مجموعة عمليات تقطع فيها المشغولة بأكسدة شق لفصل قطع من الفلز.
- عمليات خاصة

عملية ثقب المعدن أكثر الأمثلة شيوعا لعملية إنتاج الرايش. واستخدام اللحام بالغاز لفصل الصفائح الفولاذية إلى قطع أصغر هي مثال عن عمليات الحرق. عمليات التشغيل الكيميائي هي مثال عن العمليات الخاصة التي تزيل المادة الزائدة باستخدام المواد الكيميائية المنمشة والمواد الكيميائية المغطية (masking chemicals).
يوجد عدة تقنيات متوفرة لقطع الفلزات، تتضمن:
- تقنيات يدوية: منشار، وإزميل، ومقراض.
- تقنيات آلية: خراطة، وتفريز، وثقب، وجلخ، ونشر.
- تقنيات اللحام والحرق: الحرق بالليزر، واللحام بالغاز، وقطع بالبلازما
- تقنيات الحت: قطع بنفث الماء أو تشغيل بالتفريغ الكهربائي.

يستخدم سائل القطع أو المبرد عندما تولد عملية القطع احتكاكًا كبيرًا وحرارة في مكان القطع بين أداة القطع مثل ريشة الثقب والمشغولة. يُدخل المبرد عادة بنفثه على سطح تماس المشغولة مع الأداة ليقلل من الاحتكاك ودرجة الحرارة في ذلك السطح فيمنع بذلك اهتراء الأداة المتسارع. وهناك عدة طرق عمليا لإيصال المبرد إلى المكان المرغوب.

### تشغيل آلي

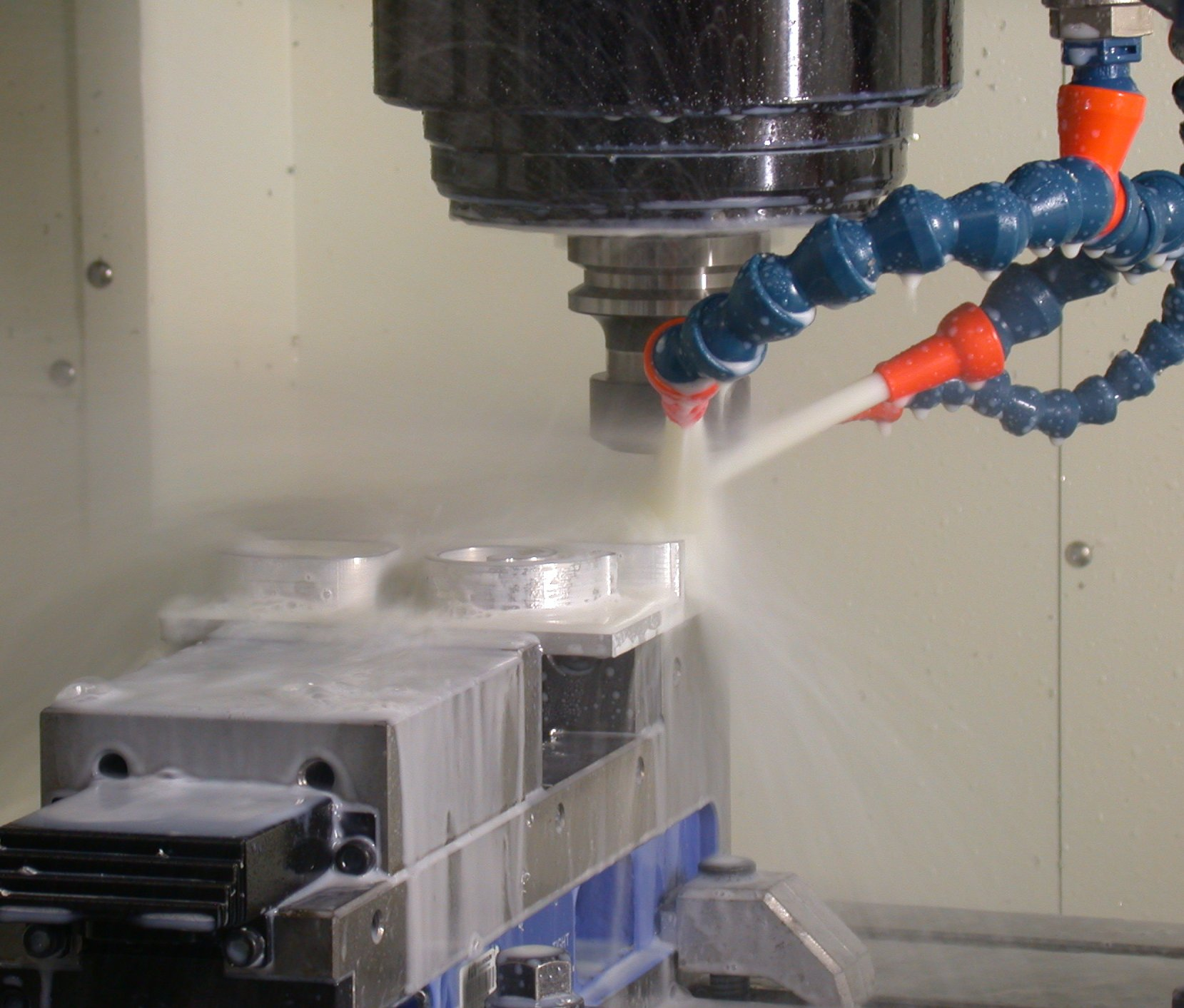
آلة تشغيل

تشغيل المعادن هي عملية معقدة لإعطاء الفلز أو المواد الأخرى الشكل المطلوب، بإزالة المادة لتعطي الشكل النهائي. وتنجز عمليات التشغيل عادة على آلة تفريز، وهي آلة مدارة آليًا وتتألف ببساطة من مِقطع تفريز يدور حول محور دوران (مثل المثقب)، ومن طاولة يمكن أن تتحرك باتجاهات متعددة عادة اتجاهين [محوران x و y] نسبة إلى المشغولة. يتحرك محور الدورات بالاتجاه z عادة. ويمكن رفع الطاولة مع المشغولة المثبتة عليها. يمكن التحكم بالفارزة يدويًا أو باستخدام التحكم الرقمي باستخدام الحاسوب (CNC)، ويمكنها أن تنجز عددًا واسعا من العمليات المعقدة، مثل قطع الأخاديد، والقشط، والثقب واللولبة [الإنجليزية]، وقطع الفرزات ومسحاج التخديد [الإنجليزية]، إلخ. وهناك نوعان من الفارزات، فارزة ذات محور دوران أفقي، وفارزة ذات محور دوران عمودي.
تكون القطع المنتجة عادة أجسامًا معقدة ثلاثية الأبعاد تحول إلى إحداثيات x وy وz ثم تدخل إلى الآلة المتحكم بها باستخدام الحاسوب وتترك لها مهمة إنهاء الأعمال المطلوبة. يمكن للفارزة إنجاز معظم الأجزاء ثلاثية الأبعاد، ولكن بعض الأجسام تحتاج لأن تدار وفق المحاور الأحداثية الثلاثة بحسب الحاجة وهذا يتطلب فارزة ذات مواصفات خاصة.
ويستخدم سائل التبريد لتبريد كلا من المادة وأدات القطع. وينفث سائل التبريد من خرطوم مباشرة على المادة والأداة. يمكن أن يضبط معدل التبريد آليا أو يدويًا بحسب نوع الآلة.
يمكن تفريز مواد تتراوح بين الألومنيوم إلى الفولاذ غير القابل للصدأ ومعظم المواد بينهما. تتطلب كل مادة سرعات قطع مختلفة على آلة القطع وتتفاوت بحسب كمية المادة التي يمكن إزالتها بمرور واحد للأداة. المواد القاسية تفرز عادة بسرعات بطيئة وتزال منها كميات صغيرة مقارنة بالمواد الأطرى.
إن استخدام الفارزة يضيف كلفة على المنتج. فكل مرة نستخدم فيها الآلة، نستخدم سائل التبريد من أجل الحفاظ على المِقطع. كما يجب تغيير مقطع التفريز المتآكل لأنه يضر بالمشغولة. والوقت من أكبر عوامل التكلفة، فالأجزاء المعقدة تحتاج ساعات من العمل حتى تكتمل في حين تحتاج القطع البسيطة إلى دقائق معدودة.
الأمان هو أهم الأمور في هذه الآلات. فسكينة القطع تتحرك بسرعات كبيرة وتزيل قطعًا من الفلز الساخن جدًا. من مزايا الفارزة المتحكم بها باستخدام الحاسوب تحكم رقمي باستخدام الحاسوب أنها تحمي مشغل الآلة.

### الخراطة

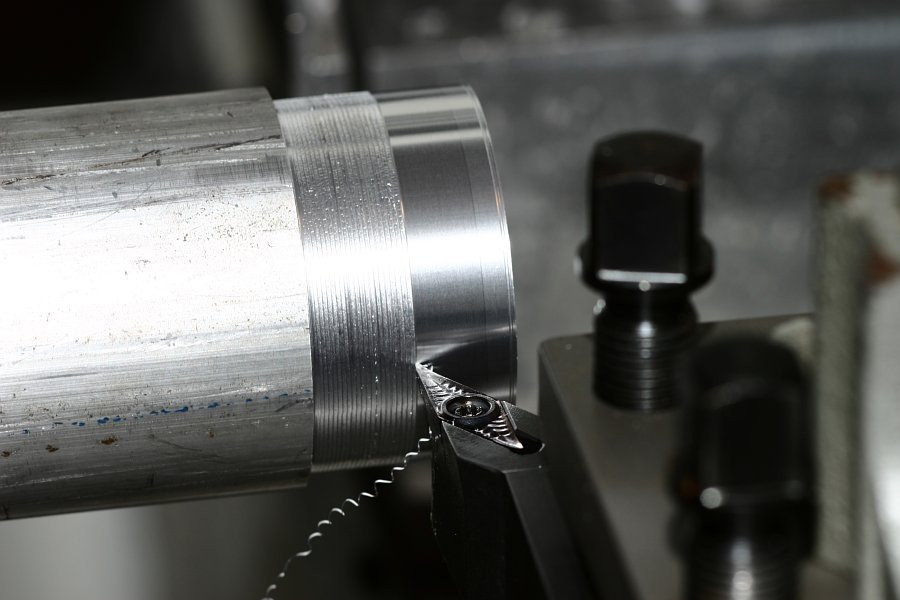
مخرطة تقطع مادة من المشغولة

الخراطة هي عملية قطع تنتج سطوحا أسطوانية باستخدام أدوات القطع. تدور المشغولة حول محور دوران وتحرك أداة القطع لتقطع المشغولة بحركة قطرية أو محورية أو كليهما معا. تسمى عملية إنتاج سطوح عمودية على محور الدوران بالتسوية الواجهية (بالإنجليزية: facing)‏. وتسمى عملية إنتاج سطوح باستخدام التغذية القطرية والمحورية معا بعملية تشكيل الجانبية (بالإنجليزية: profiling)‏ا
المخرطة هي آلة تشغيل تدوّر كتلة أو أسطوانة لتشغيلها، وذلك باستخدام القطع أو السحج أو التخريش الجانبي (طرطرة)، فتعطي أجساما ذات تناظر دوراني حول محور الدوران. من الأمثلة عن القطع المنتجة على المخرطة أقدام الطاولة الخشبية ذات الشكل الأسطواني، عصي البيسبول، الأعمدة المرفقية، أعمدة الحدبات ومدرجة الكريات (Race) في المحمل.

### اللولبة أوالحلزنة

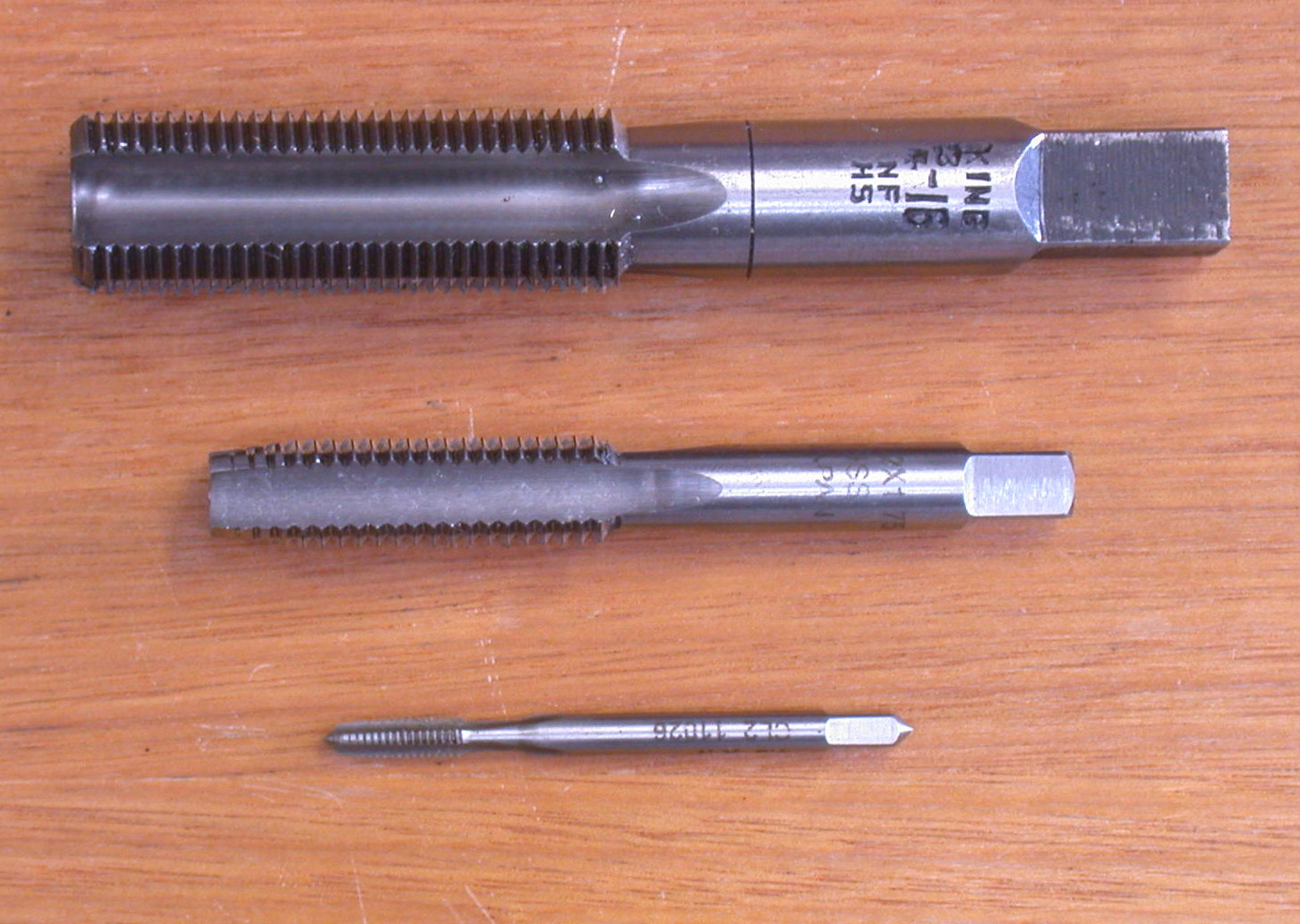
ثلاثة أنواع ومقاييس لذكر اللولبة.

هناك عدة عمليات للولبة تتضمن: قطع اللولب باستخدام ذكر ولقمة اللولبة [الإنجليزية]، تفريز اللولب، قطع اللولب برأس واحد، دلفنة وتشكيل اللولب، وتجليخ اللولب. يستخدم ذكر اللولبة لقطع اللولب في السطح الداخلي لثقب ما، في حين تستخدم لقمة اللولبة لقطع اللولب الخارجي على قضيب أسطواني.

### الجلخ

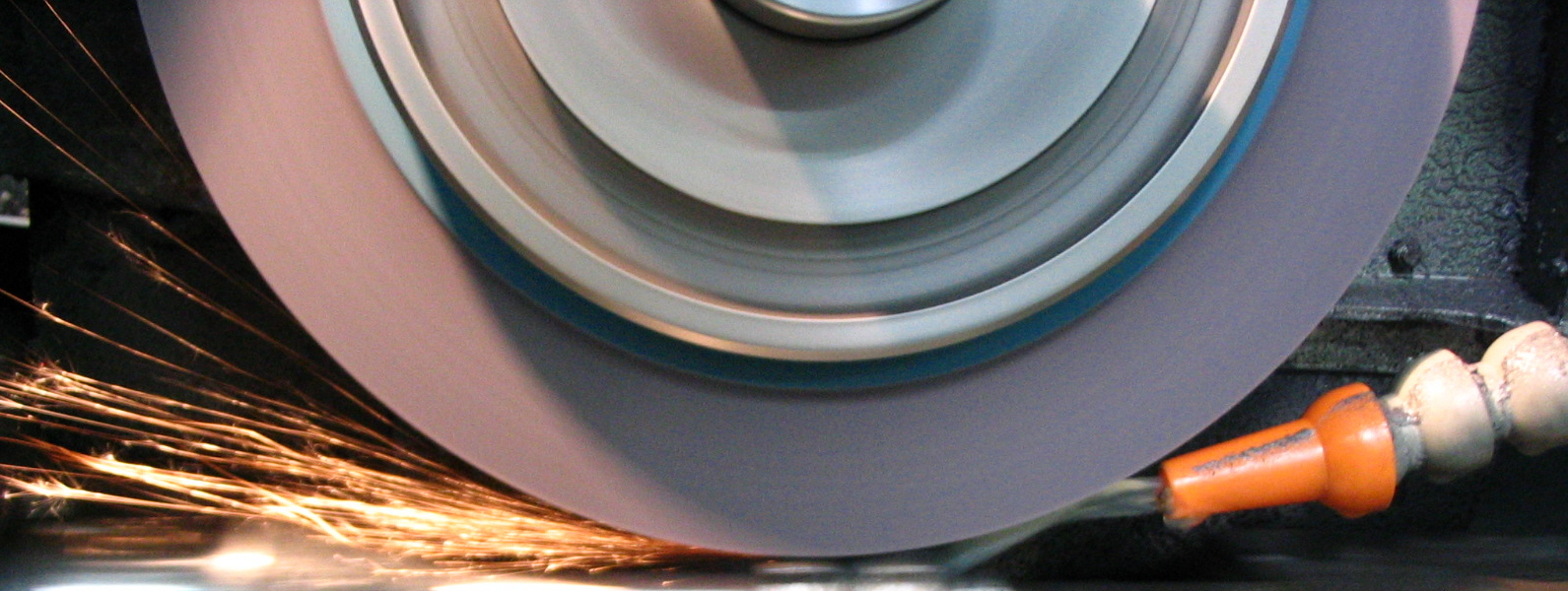
مجلخة

التجليخ هي عملية قطع تستخدم مادة سحج لإزالة المادة من المشغولة. آلة الجلخ هي آلة تشغيل تستخدم في الأنهاء الناعم جدًا، والقطع الصغير جدًا، أو الأشكال الدقيقة جدًا. وتستخدم الجلاخة من أجل عملها عجلة سحج [الإنجليزية] كأداة للقطع. يمكن صناعة هذه العجلة بأبعاد ومقاييس مختلفة من الحجارة، والألماس، أو المواد غير العضوية.

### البرد

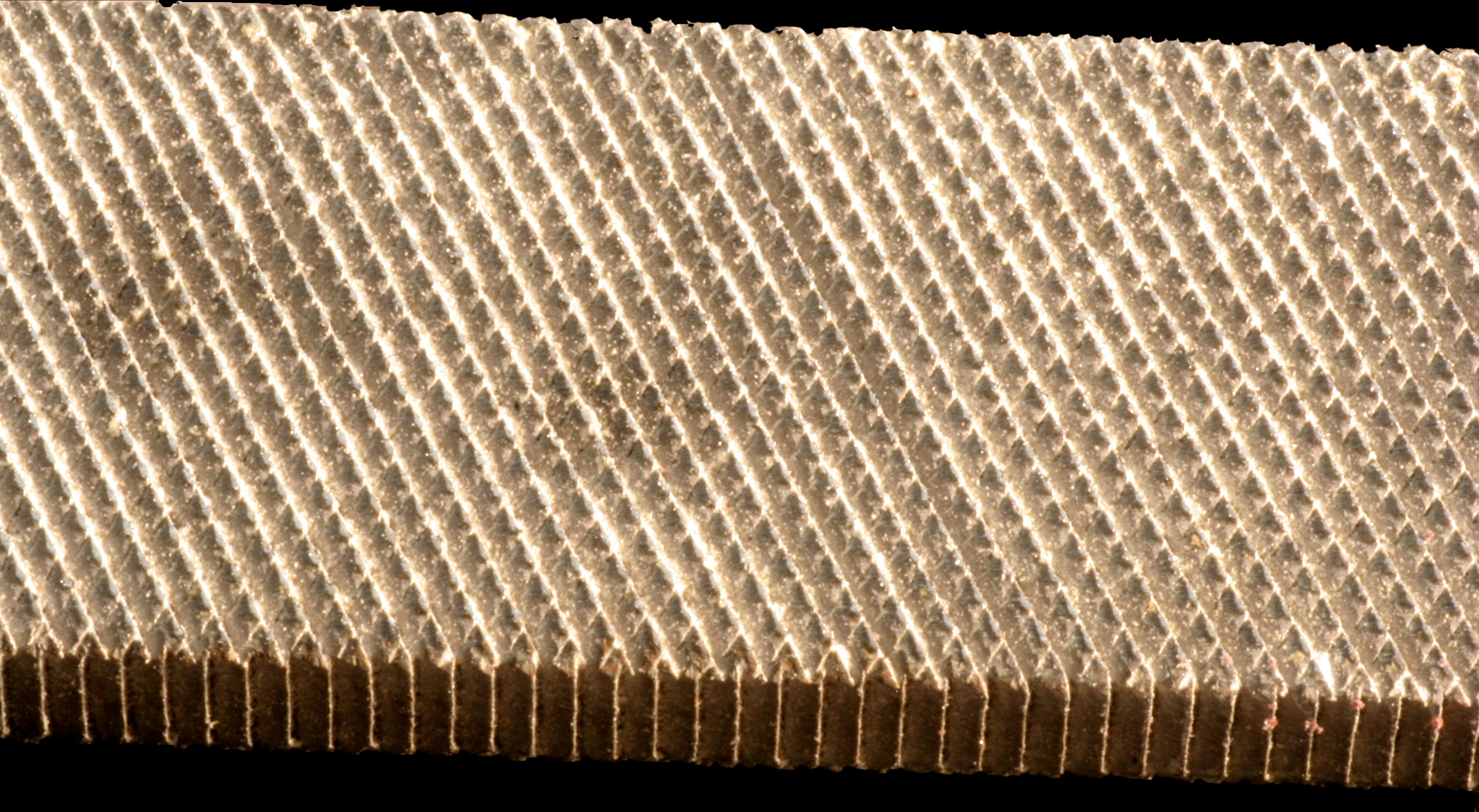
المبرد هو سطح ساحج يشبه تلك الأداة التي يستخدمها العامل الميكانيكي لإزالة كميات صغيرة وغير دقيقة من المعدن

البَرْدُ هو دمج للقطع بالتجليخ والقطع بأسنان المنشار باستخدام المبرد. قبل تطوير تجهيزات التشغيل الحديثة، كان يعد وسيلة دقيقة نسبيا في إنتاج الأجزاء الصغيرة، وخصوصا ذات السطوح المستوية. والاستخدام الماهر للمبرد يسمح للعامل الميكانيكي بالعمل ضمن تسامحات صغيرة وكان دليلا رسميا للمهارة. قلما يستخدم البرد في وقتنا الحاضر كوسيلة للإنتاج الصناعي، وبقي استخدامه شائعا في إزالة الرائش [الإنجليزية].

### عمليات أخرى
التخليق هي عملية تشغيل تستخدم لقطع مجاري الخوابير [الإنجليزية] في المحاور. التشغيل بالحزمة الإلكترونية [الإنجليزية] هي عملية تشغيل توجه فيها حزمة من الإلكترونات ذات السرعة العالية إلى المشغولة فتسخن وتبخر المعدن. التشغيل بالموجات فوق الصوتية [الإنجليزية] عملية تستخدم فيها اهتزازات الموجات فوق الصوتية لتشغيل المواد القاسية جدًا أو القصفة.

## عمليات التوصيل

### اللحام
اللحام عملية تصنيع تستخدم لتوصيل المواد، عادة من الفلزات أو اللدائن المتلدنة بالحرارة بلحمها مع بعضها البعض. وتنجز العملية غالبا بصهر المشغولة وإضافة مواد ملئ لتشكل بركة من المادة المصهورة التي تبرد لتصبح وصلة قوية، وقد يستخدم الضغط أحيانا موافقا للحرارة، أو وحده.
تستخدم مصادر مختلفة للطاقة من أجل اللحام، منها اللهب الغازي، والقوس الكهربائي، والليزر، والاحتكاك، والموجات فوق الصوتية. يمكن اللحام في مختلف بيئات العمل، بما فيها الهواء، وتحت الماء [الإنجليزية]، وفي الفضاء الخارجي. وبغض النظر عن مكانها، فإن عملية اللحام خطرة جدًا، ويجب أخذ الحيطة والحذر لتجنب الاحتراق، والصدمة الكهربائية، والأدخنة السامة، والتعرض إلى الأشعة فوق البنفسجية.

### التنحيس
التنحيس هي عملية توصيل يصهر فيها معدن الملء ويسيل في المجاري الشعرية المشكلة بين القطع الملحومة. يتفاعل معدن الملء بنيويا مع المشغولة ويتصلب في المجاري مشكلا وصلة قوية. وعلى نقيض اللحام، لا تذوب المشغولة. عملية التنحيس تشبه عملية اللحام بالقصدير، ولكنها تنجز عند درجات حرارة لا تزيد عن 450 درجة مئوية. تتميز عملية التنحيس بإنتاج إجهادات حرارية أقل من تلك المتولدة أثناء اللحام، والوصلات الناتجة تكون أكثر مطيلية لأن العناصر السبائكية الناتجة لا يمكن عزلها وترسيبها.
تتضمن تقنيات التنحيس، التنحيس باللهب، والتنحيس بالمقاومة، والتنحيس في الفرن، والتنحيس الانتشاري، والتنحيس الحثي.

### اللحام بالقصدير

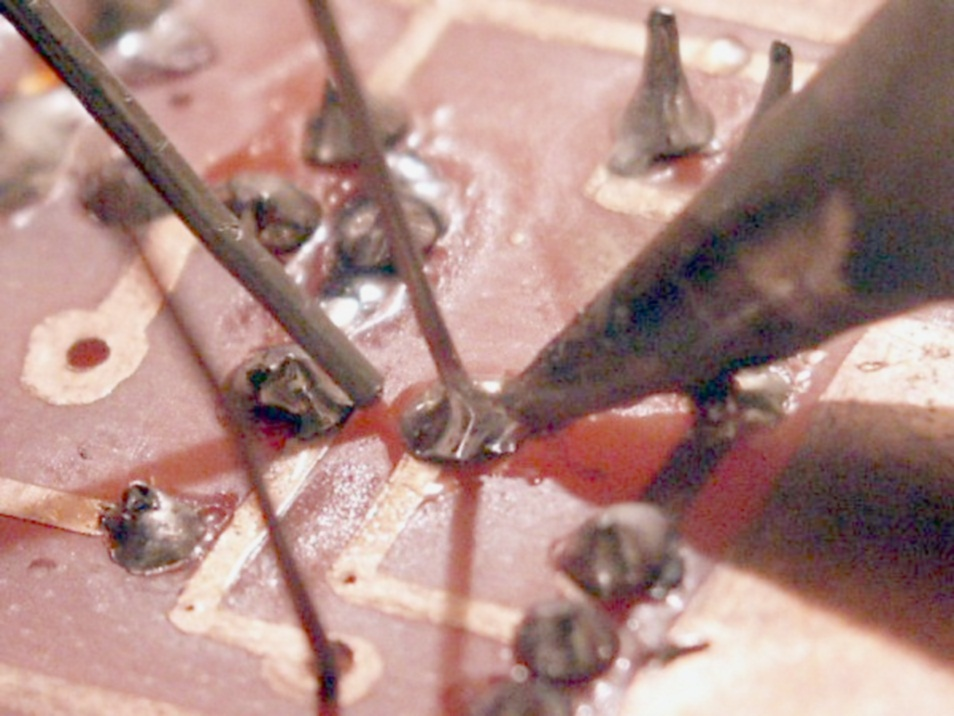
لحام بالقصدير للوح مطبوع لدارة كهربائية

اللحام بالقصدير هي عملية توصيل تنجز عند درجة حرارة تحت 450 درجة مئوية. وهي عملية تشبه التنحيس بأن معدن الملء ينصهر ويسيل في المجاري الشعرية التي تشكلها الوصلة، ولكن عند درجة حرارة أخفض. وبسبب درجة الحرارة المنخفضة والسبائك المختلفة المستخدمة كمعدن للملء، فإن التفاعل البنيوي بين معدن الملء والمشغولة يكون صغيرًا مؤديًا إلى وصلة أضعف.

## عمليات مرافقة
مع أن العمليات التالية ليست عمليات أساسية في صنع الأدوات المعدنية، إلا أنها تنجز غالبا قبل أو بعد عمليات التنصيع.

### المعالجات الحرارية
يمكن معالجة الفلزات معالجة حرارية لتعديل خواص المقاومة، والمتانة، والمطيلية، والقساوة أو مقاومة التآكل. تشمل عمليات المعالجات الحرارية الشائعة التلدين، و التصلد بالترسيب، السقاية، والتطبيع [الإنجليزية]. تطري عملية التلدين الفلز حيث تسمح بزياد نمو الحبيبات. يمكن استخدام السقاية لتصليد سبائك الفولاذ أو السبائك القابلة للتصلد بالترسيب، حيث تحجز الذرات المنحلة في المحلول. تؤدي عملية التطبيع إلى ترسيب العناصر السبائكية المنحلة، أو في حالة الفولاذ المسقى، تحسن مقاومة الصدم وخواص المطيلية.
تدمج المعالجات الحرارية والميكانيكية بما يعرف المعالجات الميكانيكية الحرارية التي تعطي خواصا أفضل ومعالجة أكثر فاعلية للمواد. تجرى هذه المعالجات على الفولاذ السبائكي، السبائك الفائقة وسبائك التيتانيوم.

### التصفيح بطلاء معدني
التصفيح الكهربائي هي تقنية معالجة سطحية شائعة الاستخدام. تتضمن العملية لصق طبقة رقيقة من فلز آخر مثل الذهب، أوالفضة، أو الكروم، أو الزنك على سطح المنتج. تستخدم لتقليل التآكل السطحي وتحسين المظهر الجمالي للمنتج.

## وصلات خارجية
- معرفة أولية عن صنع الأدوات المعدنية
- أساسيات صنع الأدوات المعدنية (ديسمبر 2001)